# International Visitor Leadership Program
Das International Visitor Leadership Program (IVLP) ist ein kulturelles Austauschprogramm des US-Außenministeriums. Ziel ist, das gegenseitige Verständnis zwischen Bürgern der Vereinigten Staaten und anderen Ländern zu fördern.
Das Programm geht zurück auf den Smith-Mundt Act, dessen Ziel es ist, durch Bildungs- und Kultur-Austausch „to promote a better understanding of the United States in other countries, and to increase mutual understanding between the people of the United States and the people of other countries“. Dieses Gesetz brachte das Foreign Leaders Program hervor, welches 1952 ins International Visitor Program (IVP) mündete und 2004 umbenannt wurde zum International Visitor Leadership Program (IVLP).
Während ihres Aufenthalts halten sich die ausländischen Teilnehmenden Washington D.C. und drei wechselnde Städte oder Gemeinden auf, um verschiedene politische, soziale und kulturelle Sphären abzudecken. Dort treten sie mit dem Programm assoziierten Organisationen der Zivilgesellschaft ihrer jeweiligen Branche in Kontakt und besuchen öffentliche Einrichtungen. Im Zuge der COVID-19-Pandemie wurde das Programm temporär ausgesetzt.
Etliche ehemalige IVLP-Teilnehmer sind später Staats- und Regierungschefs geworden.